# Bildungssystem in der Slowakei

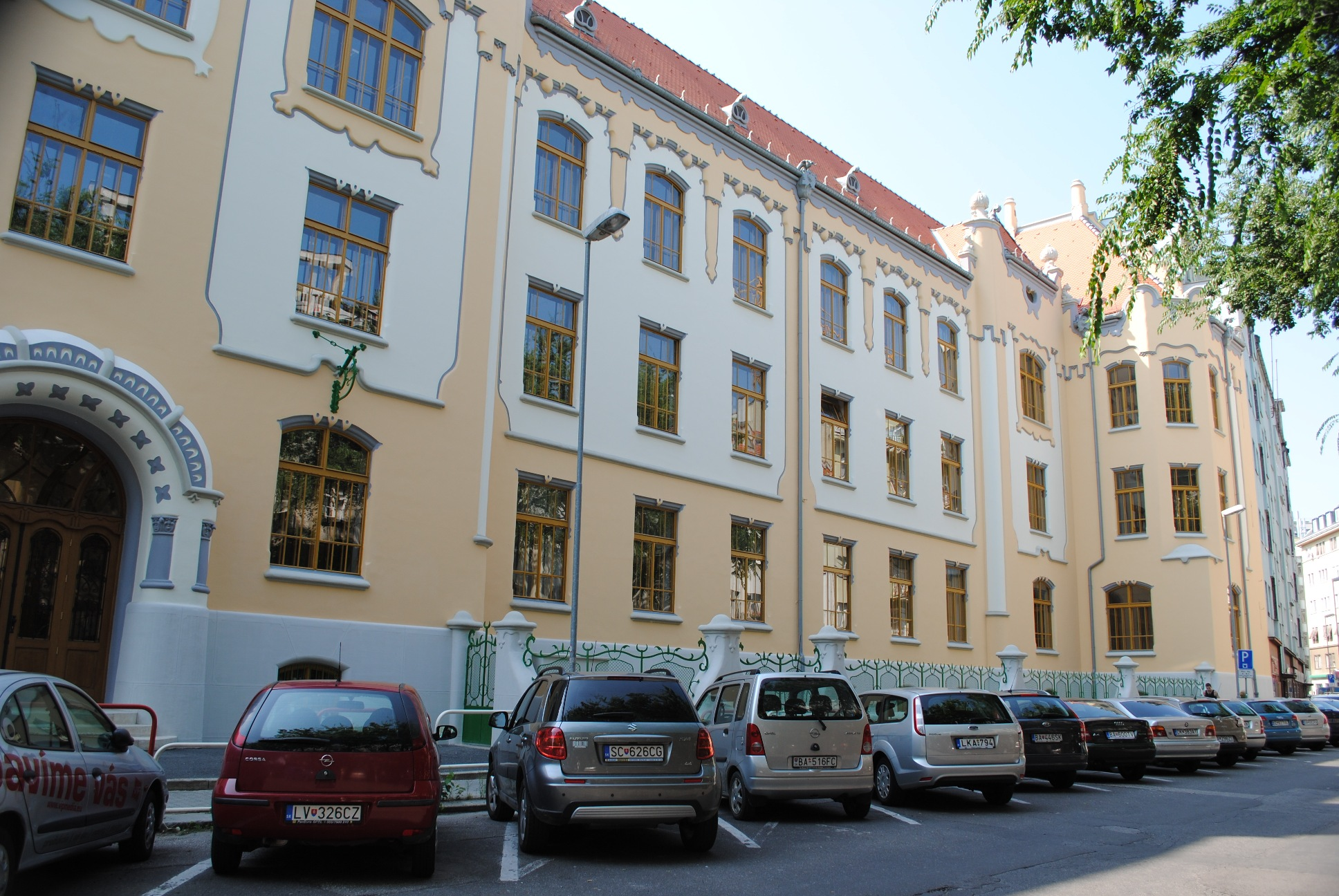
Ehemaliges Jesuitengymnasium Collegium Posoniense von 1626 in Bratislava, besucht von Béla Bartók

Das Bildungssystem in der Slowakei besteht aus den Bildungsstufen der Vorschule, Grundschule, Sekundarstufe II und der Tertiärbildung.
Wegen des langen Zusammenhangs mit der Tschechischen Republik sind die Bildungssysteme sehr ähnlich. Den gemeinsamen historischen Hintergrund bildet die Bildungsgeschichte von Österreich-Ungarn.
Seit 2024 findet eine Bildungsreform nach schlechten PISA-Ergebnissen statt.

## Allgemeines
Die meisten Schulen und Universitäten sind staatlich, seit der Samtenen Revolution 1990 gibt es jedoch auch kostenpflichtige private und kirchliche Schulen.
Den Grundschulen gehen in der Regel Kindergärten und Vorschulen voraus, in denen die Kinder bis zu 4 Jahre verbringen.
In der Slowakei besteht eine 10-jährige Schulpflicht (mit einem Jahr Vorschule).
Die Schüler gehen wöchentlich fünf Tage von Montag bis Freitag zur Schule. Die Sommerferien dauern vom 1. Juli bis Ende August.
Ein Schuljahr besteht aus zwei Halbjahren. Das erste endet in allen Schulen Ende Januar, das zweite vor Beginn der Sommerferien. Grund- und weiterführende Schüler haben in der Regel etwa sechs Unterrichtsstunden pro Tag. Die Unterrichtsstunde dauert 45 Minuten. Unterricht sowie alle Lehrbücher und Unterrichtsmaterialien sind kostenlos.
Die Noten reichen von 1 (am besten) bis 5 (am schlechtesten) und können informelle Zwischennoten enthalten. Am Ende jedes Semesters gibt es Schulzeugnisse.

## Grundschule

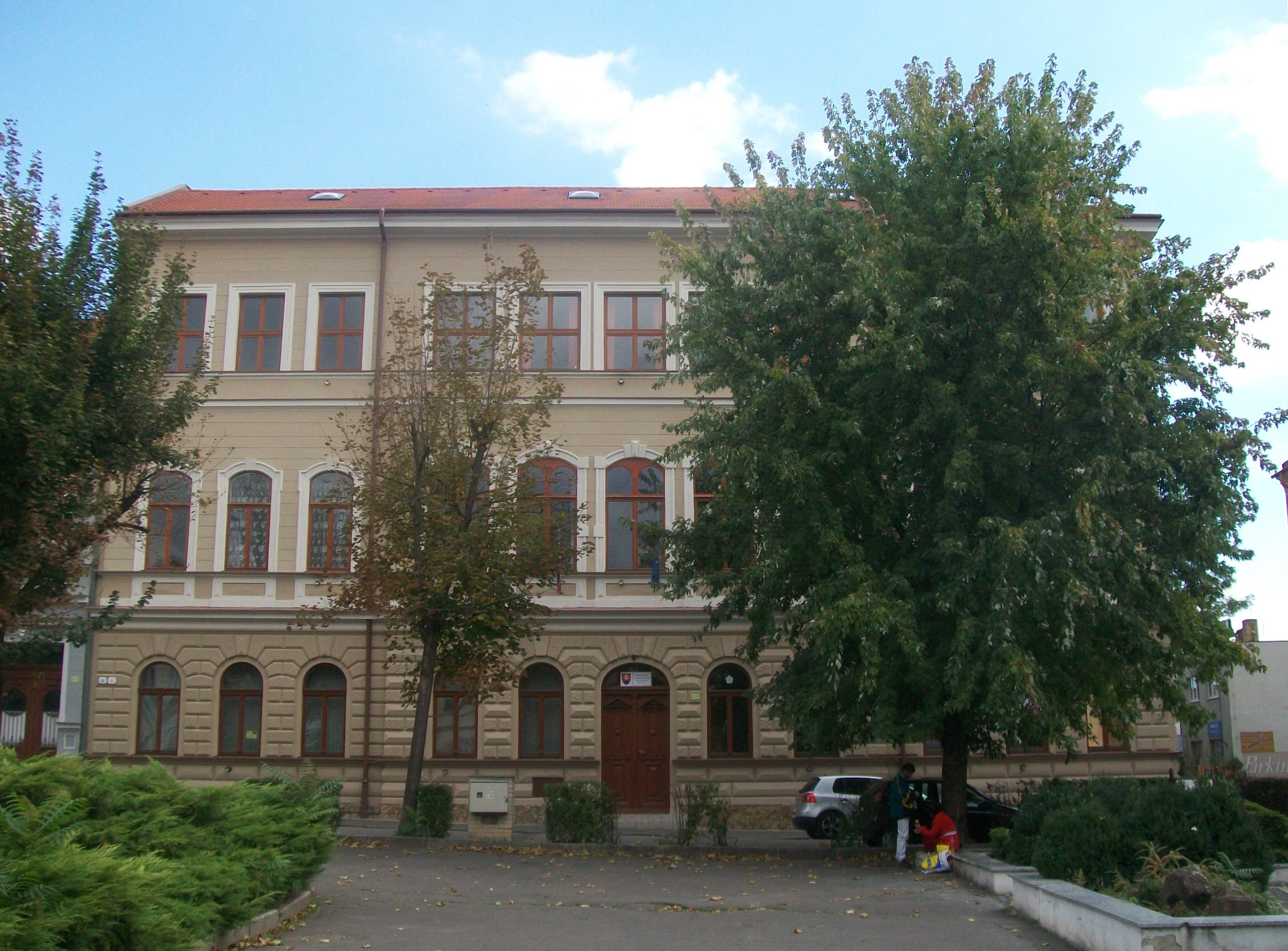
Grundschule in Lučenec

Die meisten Kinder beginnen im Alter von sechs Jahren mit der Grundschule. Normale Grundschulen dauern 9 Jahre (früher 8), seit Anfang der 1990er Jahre können Schüler ein „8-jähriges“ Gymnasium besuchen, in das sie bereits nach 5 Jahren in der Grundschule eintreten können.
Die Grundschule ist in zwei „Stufen“ unterteilt. Die zweite Stufe ist im Vergleich zur ersten Stufe durch Fachunterricht gekennzeichnet:
- erste Grundschulstufe – Alter 6 bis 10 Jahre, vier Schuljahre
- zweite Grundschulstufe – Alter 10 bis 15 Jahre, fünf Schuljahre können entweder in einer 9-jährigen Grundschule (4+5) oder in einem 8-jährigen Gymnasium (4+4) verbracht werden.

Zu den Fächern der zweiten Grundschulstufe gehören:
- Slowakische Sprache und Literatur (einschließlich slowakischer und Weltliteratur sowie slowakischer Grammatik; in Minderheitenschulen soll Slowakisch durch Ungarisch oder Ukrainisch ersetzt werden; in der Regel eine Unterrichtsstunde pro Tag);
- Fremdsprache(n) (zwei oder eine, normalerweise Englisch und Deutsch, Französisch, Russisch oder Spanisch; 3–5 Unterrichtsstunden pro Woche in der ersten Fremdsprache (normalerweise Englisch) und 2 Unterrichtsstunden pro Woche in der anderen Sprache);
- Mathematik (täglich eine Unterrichtsstunde);
- Geographie (2 Unterrichtsstunden pro Woche);
- Biologie (2 Unterrichtsstunden pro Woche);
- Chemie (2 Unterrichtsstunden pro Woche);
- Physik (2 Unterrichtsstunden pro Woche);
- Geschichte (2 Unterrichtsstunden pro Woche);
- Religion oder Ethik (wahlweise, 1 Unterrichtsstunde pro Woche);
- Sportunterricht (2 Unterrichtsstunden pro Woche);
- musikalischer Unterricht (in der Regel 1 Unterrichtsstunde pro Woche; manchmal aus Mangel an Ausrüstung, Geld und Lehrern ausgelassen),
- künstlerische Ausbildung (normalerweise 1 Unterrichtsstunde pro Woche, manchmal aus Mangel an Ausrüstung, Geld und Lehrern ausgelassen),
- technische Ausbildung (normalerweise 1 Unterrichtsstunde pro Woche, manchmal aus Mangel an Ausrüstung, Geld und Lehrern ausgelassen).

Eine Stundentafelreform hat die Stundenzahlen der Hauptfächer weiter gestärkt und den anderen Fächern oft nur noch eine Stunde belassen.
Daneben gibt es auch viele fakultative „Kunstgrundschulen“ – Nachmittagsschulen für bestimmte Musikinstrumente, Theater, Malerei usw. Diese haben in der Slowakei eine lange Tradition und werden von einem großen Teil der Schüler besucht.

### Sonderschule
Der Anteil der Schüler in Sonderschulen an der Gesamtzahl ist in der Slowakei höher als in sämtlichen anderen Ländern Zentral- und Südosteuropas (UNICEF, 2005, S. 19). Im Schuljahr 2009/2010 wurden in der Slowakei 4,1 Prozent aller Schülerinnen und Schüler (Primarstufe / Sekundarstufe I) in Sonderschulen und 2,2 Prozent in Sonderklassen beschult. Von der damit ausgelösten Bildungsarmut sind viele Kinder der Roma-Minderheit (etwa 500.000 Angehörige) betroffen.

## Sekundarstufe II

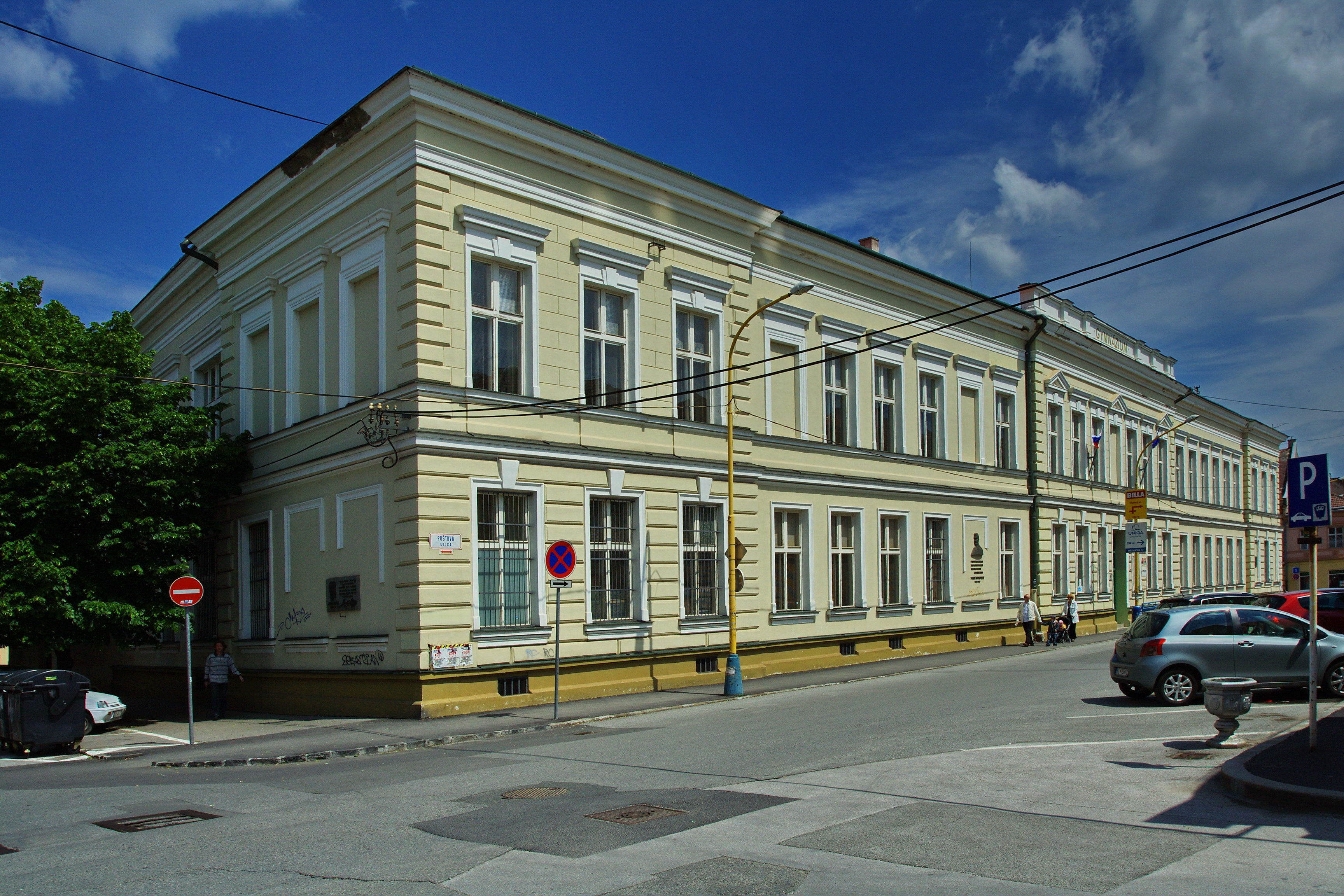
Gymnasium Poštová in Košice

Vor dem Eintritt in eine weiterführende Schule (einschließlich des 8-Jahres-Gymnasiums ab der 5. Klasse), für die es mehr Bewerber als angebotene Plätze gibt, müssen die Bewerber Aufnahmeprüfungen bestehen. Sekundarschulen dauern in der Regel 4 Jahre (vom 16. bis zum 19. Lebensjahr). Ein Gymnasium kann auch bis zu 8 Jahre (bis zum 18. Lebensjahr) dauern, wenn der Besuch nach der 4. Grundschulklasse begonnen hat.
Es gibt vier Arten von weiterführenden Schulen:
- Allgemeinbildung: gymnázium (d. h. Gymnasium) – 4 oder 8 Jahre (selten andere Längen), d. h. Alter 16 bis 19 oder Alter 10 bis 18; bereitet Schüler auf die Hochschulbildung vor; mindestens 2 Fremdsprachen
- verschiedene Berufsschulen (besucht von Schülern mit Interesse für Handwerk, Wirtschaft, Verwaltung oder mit besonderen Fähigkeiten):[3]
  - stredná odborná škola (weiterführende Berufsschule) – normalerweise im Alter von 16 bis 19 Jahren; bereitet in der Regel auch auf ein Hochschulstudium vor
  - stredné odborné učilište (berufsbildende weiterführende Schule) – normalerweise im Alter von 16 bis 19 Jahren
  - združená stredná škola („gruppierte“ weiterführende Schule) – normalerweise im Alter von 16 bis 19 Jahren; selten

Gymnasien gelten in der Regel als „renommierte“ Schulen, da sie auf eine höhere Bildung vorbereiten und selektiv sind – nur die begabtesten Schüler der Grundschulen werden aufgenommen. Tatsächlich setzen die meisten Schüler ihre Ausbildung später an einer Hochschule in der Slowakei oder im Ausland fort. Angesehene Gymnasien befinden sich in Bratislava (Gamča, Gymnázium Metodova, Gymnázium Jura Hronca (GJH)), in Košice (Gymnázium Poštová) und ein Internatsgymnasium in Sučany, das bilinguale Gymnázium Milana Hodžu. Diese Schulen nehmen jedes Jahr nur einen geringen Prozentsatz an Bewerbern auf, der oft unter 15 % oder 10 % liegt, darunter einen großen Anteil an Pendlern oder Internatsschülern. Viele Gymnasien verfügen zwar über eine allgemeinbildende Ausbildung, aber auch über Spezialklassen. Einige von ihnen sind auf Sprachen spezialisiert oder „zweisprachig“ slowakisch-deutsch/englisch/französisch usw. (z. B. Gymnázium Milana Hodžu, Gymnázium Metodova, Gymnázium Jura Hronca). Andere sind auf Mathematik spezialisiert oder Informatik, zum Beispiel das Gamča und Gymnázium Jura Hronca.
Zum Abschluss legen Schüler in der Regel eine Reifeprüfung („maturita“ auf Slowakisch) ab, die Grundvoraussetzung für den Besuch einer Hochschule, insbesondere einer Universität, ist. Seit 2005 fordert das Maturita-System: landesweit einheitliche schriftliche Prüfungen für Sprachen und Mathematik (weitere Fächer sollen in Zukunft folgen), ein hohes Maß an Standardisierung anderer Prüfungen. Der Schüler kann wählen, ob er eine A-Prüfung (die einfachste), eine B-Prüfung oder eine C-Prüfung (die schwierigste, nur für Sprachen) bestehen möchte. Zu den Prüfungsfächern am Gymnasium gehören: Slowakisch inkl. Literatur (schriftlich und mündlich), eine Fremdsprache (schriftlich und mündlich), ein naturwissenschaftliches Fach und zwei weitere Fächer nach Wahl des Schülers.

## Tertiärbildung
Das Hochschulgesetz von 2002 unterscheidet zwischen öffentlichen, staatlichen und privaten Hochschulen:
- Öffentliche Hochschulen sind gesetzlich geregelt.
- Staatliche Hochschulen sind alle Militär-, Polizei- und Medizinhochschulen. Sie werden durch die entsprechenden Ministerien der Regierung eingerichtet und finanziert.
- Private Hochschuleinrichtungen werden von nichtstaatlichen Institutionen gegründet und finanziert, sind jedoch vom Bildungsministerium genehmigt. Diese Schulform ist noch recht selten.

Vor dem Eintritt in eine Hochschule, für die es mehr Bewerber gibt, als Studienplätze angeboten werden, müssen die Bewerber Aufnahmeprüfungen bestehen. Diese Prüfungen nehmen an den einzelnen Schulen sehr unterschiedliche Formen an. Immer mehr Slowaken studieren im Ausland, insbesondere in der Tschechischen Republik, was auf die geringe Sprachbarriere, die etwas bessere Wirtschaftslage (und Berufsaussichten) in diesem Land sowie die Ähnlichkeiten der beiden Bildungssysteme zurückzuführen ist. Infolgedessen ist der Anteil der Slowaken mit höherer Bildung im letzten Jahrzehnt erheblich gestiegen.
Universitäten und Hochschulen unter Liste der Universitäten und Hochschulen in der Slowakei.

## Geschichte

### Schulwesen
Die Slowakei gehörte als Oberungarn lange zum Königreich Ungarn. Die Lateinschule in der Kupferbergbaustadt Levoča (Leutschau) in der Zips wurde wie etliche andere Kirchschulen bereits im 15. Jahrhundert gegründet. Dorthin wurde der englische Humanist Leonard Cox 1520 berufen (im Folgejahr lehrte er in Kaschau). Durch die städtische Reformation evangelisch geworden, wurde das erfolgreiche Lyzeum durch die Gegenreformation schikanös aus Leutschau ausgelagert. Der Praeceptor Hungariae Leonhard Stöckel lehrte als Rektor der Stadtschule von Bartfeld und entwarf eine Schulordnung. So entstand in Oberungarn ein Schulwesen auf hohem Niveau, das auch den langen Fortbestand des evangelischen Glaubens erklären kann. Das heute noch bestehende Gamča in Bratislava (Pressburg) wurde 1626 von Kardinal Pazmáň als Jesuitengymnasium Collegium Posoniense gegründet. Im Jahr 1654 folgte eine Niederlassung in Kosice. In der ersten Hälfte des 19. Jahrhunderts war in Bratislava das evangelische Lyzeum mit seinem 1803 gegründeten Lehrstuhl für tschecho-slawische Sprache und Literatur unter Juraj Palkovič ein wichtiges Zentrum der slowakischen Nationalbewegung. 1850 entstand für die bürgerlichen Interessen die erste Realschule im Ort. In der Zwischenkriegszeit partizipierte das slowakische Schulwesen an der progressiven Bildungspolitik der Tschechoslowakei, die aber den Deutschsprachigen nicht entgegenkam und sich gegen zu viel ungarischen Einfluss wehrte. Es gab 110 deutsche und 98 zweisprachige slowakisch-deutsche und ungarisch-deutsche Schulen bei 150.000 Deutschen im Land. In der 1939 durch Nazi-Deutschland installierten Slowakischen Republik gab es im September 1940 179 deutsche Schulen für etwa 20.000 Schüler. In vielen Orten bestanden deutsche und slowakischsprachige Schulen nebeneinander. Als 1944 der Slowakische Nationalaufstand losbrach, wurden die Deutschen bald evakuiert und 1945 endgültig vertrieben.
In der sozialistischen Zeit ab 1948 wurde eine neunjährige Gesamtschule eingeführt und der Religionsunterricht abgeschafft. Die Kommunisten versuchten, die Roma in der Slowakei sesshaft zu machen, und quartierten sie in den fünfziger Jahren z. B. in die barocke, von Deutschen gesäuberte Innenstadt Košices ein. Sie garantierten ihnen soziale Sicherheit und Arbeit, zerstörten aber ihre Wurzeln und ihre Clan-Strukturen. Bis 1990 herrschte Arbeits- und Schulpflicht für die Roma. Meist blieben sie aber unqualifizierte Saison- und Wanderarbeiter, die Kinder besuchten Sonderschulen.
Erst 1990 änderte sich das Schulwesen: weg von der marxistischen Ideologisierung, dafür differenzierte und private Schulen. Das bilinguale Gymnázium Milana Hodžu in Sučany wurde 1993 durch eine enge Zusammenarbeit des slowakischen Bildungsministeriums mit dem British Council der Slowakei unter dem Namen des angesehenen slowakischen Staatsmannes Milan Hodža gegründet.

### Hochschulen

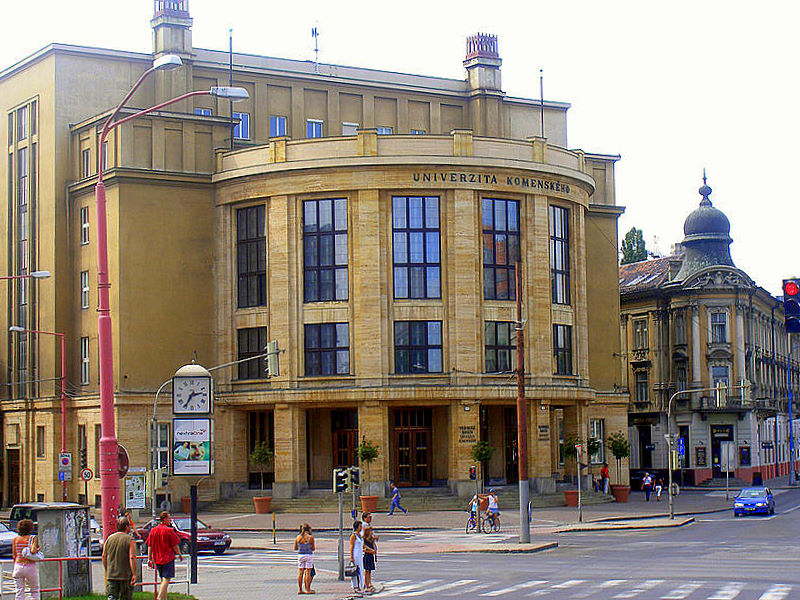
Heutige Comenius-Universität Bratislava

Die erste Universität auf dem Gebiet der Slowakei war die von 1465 bis 1490 bestehende Universitas Istropolitana (= Academia Istropolitana). Im Jahre 1635 wurde in Tyrnau, 1657 in Kaschau eine Jesuitenuniversität gegründet und 1660 durch Kaiser Leopold I. bestätigt, heute die Pavol-Jozef-Šafárik-Universität in Košice, die nach einigen Zwischenstufen erst 1959 wiederbegründet wurde. 
Die wichtigste und größte heutige Universität in der Slowakei ist die Comenius-Universität (mit der Gründung der Tschechoslowakei 1919) in Bratislava. Hinzu kamen die 1937 gegründete Slowakische Technische Universität (größte technische Universität des Landes) sowie die beiden ältesten Kunsthochschulen des Landes, die Hochschule für Musische Künste und die Hochschule für Bildende Künste (beide 1949 gegründet). In der Slowakischen Republik durfte die Universität Bratislava weiter arbeiten, auch zur Germanisierung der slowakischen Kultur.

## Einzelbelege
1. ↑  https://www.euractiv.de/section/europa-kompakt/news/nach-pisa-studie-slowakei-plant-neue-bildungsreform/
2. ↑  Brüggemann, Christian: Bildungsarmut in der Slowakei. Wenn Sonderschulen zu ethnisch segregierten Räumen werden. 11. Mai 2022, doi:10.25656/01:24448 (pedocs.de [abgerufen am 9. September 2023]).
3. ↑  Slowakei | BQ-Portal. Abgerufen am 8. September 2023.
4. ↑  Gamča, Gymnázium, Grösslingová 18, Bratislava. Abgerufen am 7. April 2025 (slowakisch).
5. ↑  Gymnázium Poštová 9. Abgerufen am 9. September 2023.
6. ↑  Friedrich Gottas: Die Reformation in Oberungarn - Von den ersten Bekenntnisschriften bis zur Rekatholisierung. In: Mitt(h)eilungen der Gesellschaft für Salzburger Landeskunde. Band 157, 2017, S. 179–188 (zobodat.at [PDF]).
7. ↑  Gamča, Gymnázium Grösslingová 18, Bratislava. Abgerufen am 6. April 2025 (englisch).
8. ↑  História. In: Gamča, Gymnázium, Grösslingová 18, Bratislava. Abgerufen am 7. April 2025 (slowakisch).
9. ↑  History. In: Gamča, Gymnasium, Grösslingová 18, Bratislava. Abgerufen am 7. April 2025 (britisches Englisch).
10. ↑  Pavel Kulha: Polyethnizität und sozialer Status: Stadtbürgertum in Pressburg und Leutschau in der zweiten Hälfte des 19. Jahrhunderts: Polyethnizität und sozialer Status: Stadtbürgertum in Pressburg und Leutschau in der zweiten Hälfte des 19. Jahrhunderts. Universität Leipzig, Leipzig 2016.
11. ↑  Maria Durkovska: Schulen mit deutscher Unterrichtssprache in der Slowakischen Republik in den Jahren 1939–1945 (mit Schwerpunkt auf Volksschulen). In: Jahrbuch für Mitteleuropäische Studien, 2016/2017, Wien 2018, S. 215 ff.
12. ↑  Lars Langenau: Roma in der Slowakei: Europas vergessenes Volk. In: Der Spiegel. 3. April 2004, ISSN 2195-1349 (spiegel.de [abgerufen am 9. September 2023]).
13. ↑  Bilingválne gymnázium Milana Hodžu. Abgerufen am 7. April 2025.